# پلاسمای غنی از پلاکت
پلاسمای غنی از پلاکت (به انگلیسی: Platelet-rich plasma)(اختصاری PRP) پلاسمای غلیظ‌شده خون است که دارای مقادیر فراوان پلاکت می‌باشد. PRP یا پلاسمای غنی از پلاکت یک روش درمانی است که از خون خود فرد تهیه می‌شود، بدین صورت که ابتدا مقداری خون وریدی فرد گرفته می‌شود و سپس خون با سرعت بالا سانتریفیوژ می‌شود تا به دو فاز تفکیک شود، فاز پایینی شامل گلبول‌های قرمز و سفید است و فاز بالایی شامل پلاسمای غنی از پلاکت می‌باشد، پلاسمای غنی از پلاکت جداسازی می‌شود و پلاکت‌ها فعال می‌شوند تا فاکتورهای رشد و پروتئین‌های ترمیمی آزاد کنند، PRP آماده بدست آمده به ناحیه آسیب‌دیده تزریق می‌گردد و PRP با اثر ترمیمی خود باعث التیام بافت می‌شود.
موارد استفاده از آن بر این پایه استوار است که مواد پروتئینی مانند سیتوکینها و دیگر فاکتورهای رشد* که در این محلول وجود دارد می‌تواند به پدیده ترمیم در بافت‌های بدن، کمک کند.

## پیشینه
اثرات ترمیمی و رشد که در صدمات و ضایعات بافت‌های مختلف بدن توسط عوامل رشد کنترل و هدایت می‌شوند باعث بروز این فرضیه شده است که مقادیر غنی شده پلاکت‌ها که دارای این فاکتورها هستند، می‌توانند باعث تحریک و تشدید پدیده ترمیم در این صدمات شوند. گروه زیادی از عوامل رشد مانند سیتوکین‌ها، اینترلوکینها، فاکتور رشد پلاکتی*، عامل رشد شبه انسولین*، عامل رشد فیبروبلاست* و دیگر عوامل در کنترل پدیده ترمیم ضایعات و صدمات بافتهای بدن شرکت دارند. از پلاکت‌ها بیش از ۷ نوع از این عوامل رشد ترشح می‌گردد.

## روش تهیه پی آر پی
در روش تهیه PRP نیاز به خونگیری از خود فرد است. چند سی سی از خون بیمار، گرفته می‌شود و با استفاده از کیت‌های خاص، غلظت پلاکت را به ۳ تا ۵ برابرِ مقدار اولیه خواهند رساند. این پلاکت‌ها حاوی عوامل رشد بافتی (Growth Factor) هستند که می‌توانند عامل اصلی در فرایند ترمیم و بازسازی بافت‌ها را به بدن ارائه نمایند. این عوامل سبب رشد، تکثیر و تمایز سلول‌های مختلف پوستی و بافتی شده و منجر به افزایش کٌلاژن، الاستین، ماده بین سلولی و تولید رگ‌های جدید می‌شود. در نهایت، سلول‌های بنیادی به سلول‌های بافت آسیب دیده تبدیل می‌شوند. این فرایند توسط مواد ترشح شده از پلاکت‌ها هدایت شده و موجب ترمیم بافت آسیب دیده می‌شود.
پلاکت‌ها دارای ظاهری کروی شکل هستند که از ریز شدن سیتوپلاسم سلول‌های مگاکارپوسیت در مغز استخوان به وجود می‌آید. پلاکت‌های خون باعث می‌شود زمانی که آسیبی به بافت‌ها وارد می‌شود از خونریزی رگ‌ها جلوگیری کرده و با به وجود آوردن پلاک پلاکتی و با ترشح پروتئین‌های خاص بافت را ترمیم کند. با این فرآیندی که انجام می‌گیرد بافت‌ها بازسازی می‌شوند. برای درمان درد با پی آر پی پلاکت‌ها همراه با مواد مؤثر دیگر در بازسازی بافت‌ها ترکیب می‌شود و در داخل سرنگ‌های مخصوص ریخته می‌شود و بعد از تزریق بافت تحریک شده و ترمیم آغاز می‌شود.
روش‌های تهیه در بانک‌های خون دقیق‌تر بوده و در درمانگاه‌ها از کیت پی آر پی آماده برای تهیه آن استفاده می‌شود. مطالعات علمی نشان داده است که روش تهیه، در مؤثر بودن درمان بسیار اهمیت دارد.

## کیت پی آر پی
کیت PRP یا پلاسمای غنی از پلاکت، شامل مجموعه‌ای از وسایل و مواد است که برای تهیه و آماده‌سازی PRP از خون بیمار مورد نیاز است. اجزای اصلی یک کیت استاندارد PRP عبارتند از:
- لوله‌های خون‌گیری: لوله‌های ویژه بدون ماده ضدانعقاد برای جمع‌آوری خون وریدی بیمار
- محلول ضدانعقاد: محلولی برای جلوگیری از انعقاد خون جمع‌آوری شده
- سانتریفیوژ: دستگاه سانتریفیوژ با دور بالا برای تفکیک خون به اجزای آن
- کیت جداسازی پلاسما: فیلترها و کیت‌های تخصصی برای جدا کردن پلاسما از سایر اجزای خون
- فعال‌کننده پلاکت: موادی مثل کلسیم کلراید برای فعال‌سازی پلاکت‌ها
- سرنگ و سوزن: برای کشیدن و تزریق نهایی PRP

بنابراین کیت PRP تمام ابزار و مواد مورد نیاز برای تهیه این فرآورده پلاکتی را فراهم می‌کند.
نکته ۱: به هیچ عنوان از لوله‌هایی که تحت استانداردهای آزمایشگاهی ساخته می‌شوند، برای تزریق پی آر پی در بدن استفاده نکنید.
نکته ۲:از لوله‌های پلاستیکی زمانی که در سانتریفیوژ قرار می‌گیرند، پارتیکل‌های پلاستیک آزاد می‌کنند و این پارتیکل‌ها با تزریق پلاسمای غنی از پلاکت به بدن شما منتقل می‌شود. (توصیه می‌شود برای اینکار از کیت پی آر پی استاندارد که دارای لوله شیشه ای تحت خلأ باشد استفاده کنید.

## موارد استفاده
موارد استفاده وسیعی از پی‌آرپی در کمک به درمان بیماری‌ها و صدمات تاندون‌ها و مفاصل گزارش شده است. مهم‌ترین موارد مصرف آن در ترمیم پارگی‌های رباط‌های زانو، ترمیم تاندون‌ها، ترمیم رباط گرداننده شانه و نیز تزریق داخل مفصلی در بیماران دچار آرتروز است. تنها در کشور آمریکا سالانه بیش از ۸۶۰۰۰ تزریق انجام می‌شود که مصرف آن به‌طور عمده در ورزشکاران است.

## برنامه درمانی درمان درد با پی آرپی (PRP)
تعداد جلسات و فواصل آن‌ها بر حسب شرایط بیمار تعیین می‌شود و ممکن است در هر شخص با شخص دیگر فرق داشته باشد. اگر PRP به منظور کمتر شدن درد در ناحیه ای تزریق می‌شود، برای اینکه نتیجه ای بهتر حاصل شود باید تمامی مراحل تزریق PRP به‌طور کامل انجام شود. در ضمن مدت زمان لازم جهت ترمیم کامل ناحیهٔ آسیب دیده حداقل یک دوره زمانی ۶ ماهه خواهد بود. به نظر می‌رسد پاسخ بیولوژیکی بیمار بهترین آیتم برای تنظیم برنامه وی است. نکته مهم این که کیفیت نتایج درمانی علاوه بر اجرای دقیق و صحیح توسط پزشک متخصص به واکنش‌های سلولی بیمار نیز بستگی دارد. این بخش بسیار مهم و تأثیر گذار در نتیجه درمان به وسیلهٔ بیمار یا پزشک معالج قابل کنترل نیست. بنا براین ممکن است در بیماران مشابه به نتایج متفاوتی دست یافت و بیماران نباید انتظار داشته باشند نتایج درمان در مورد آنها دقیقاً مشابه بیماران دیگر باشد.

## اثربخشی بالینی
پلاسمای غنی از پلاکت یا PRP یک روش درمانی طبیعی است که اثربخشی بالینی آن در برخی بیماری‌ها و شرایط پزشکی تأیید شده است:

#### آرتروز زانو
مطالعات نشان داده است تزریق PRP به مفصل زانو درد را کاهش و عملکرد مفصل را بهبود می‌بخشد. اثر ضدالتهابی و ترمیمی PRP باعث التیام غضروف و بافت‌های آسیب‌دیده می‌شود.

#### آسیب‌های ورزشی
PRP موجب تسریع التیام زخم‌ها، بازسازی بافت و ترمیم عضلات و تاندون‌های آسیب‌دیده می‌شود. به عنوان مثال در آسیب‌های آشیل و همسترینگ مفید است.

#### زخم‌های مزمن
PRP با افزایش رگ‌زایی و سلول‌های بنیادی، باعث تسریع التیام زخم‌های دیابتی و فشاری می‌شود.

#### اختلالات اسکلتی-عضلانی
تزریق PRP در نقاط دردناک و التهابی، درد را کاهش داده و به بهبود عملکرد مفاصل و بافت‌ها کمک می‌کند.
درمجموع اگرچه PRP درمانی نسبتاً جدید است اما شواهد خوبی از اثربخشی آن در شرایط مختلف وجود دارد و کاربردهای آن رو به گسترش است.

## مراقبت‌های بعد از پی آر پی
1. منطقه ای که پی آر پی در آنجا تزریق شده است نباید تا یک روز شسته شود.
2. برای اینکه روند درمان درد با پی آر پی به درستی انجام بگیرد بهتر است کرم‌های نگهدارنده به‌طور مرتب استفاده شود.
3. به هیچ عنوان در معرض مستقیم نور خورشید قرار نگیرید.
4. در صورتیکه احساس درد داشتید تا جای ممکن از داروها و مسکن‌های ضد التهابی برای کاهش درد استفاده نکنید و در این رابطه با پزشک خود مشورت کنید.
5. پی آر پی در هر منطقه ای که تزریق شده است نباید به آن هیچ گونه فشاری شود. برای مثال اگر پی آر پی در زانوها انجام گرفته است برای مدتی به آرامی راه بروید و پریدن یا دویدن خودداری کنید و اجسام سنگین بلند نکینید تا در مراحل ابتدایی تأثیر پی آر پی بر مناطق انجام بگیرد.

## یادداشت
- ^ Growth Factors
- ^ PDGF
- ^ Insulin like Growth Factor
- ^ Fibroblast Growth Factors